# Портнягино (озеро)
Портня́гино — крупное пресноводное озеро в Красноярском крае, на востоке полуострова Таймыр. Площадь поверхности — 376 км². Площадь водосборного бассейна — 1460 км². Высота над уровнем моря — 62 м. Максимальная глубина, согласно замером со льда, составляет 4,2 м.
Питание снеговое и дождевое. Ледостав с сентября до июля. В холодные годы озеро полностью не вскрывается. В западной части вытекает река Гусиха, относящаяся к бассейну моря Лаптевых. Из впадающих рек самая крупная река Биска, на юго-востоке.
В озере богатые рыбные ресурсы (голец, сиг, муксун, щука). На берегах гнездятся гуси, утки, гагары и другие виды птиц.